# Liste d'artistes de rock 'n' roll
Cette page est une liste d'artistes de rock 'n' roll.

## Liste
- Richard Anthony[1]
- Hank Ballard[2]
- Chuck Berry[3],[4]
- The Big Bopper[5]
- Jackie Brenston[6]
- Sonny Burgess[7]
- Johnny Burnette[4]
- Johnny Cash[8]
- Adriano Celentano[1]
- Les Chats sauvages[9]
- Les Chaussettes noires[9]
- Eddie Cochran[4]
- Bobby Darin[10]
- Bo Diddley[3]
- Dick Dale[11]
- Fats Domino[12]
- Duane Eddy[13]
- The Everly Brothers[3]
- Billy Fury[14]
- Danyel Gérard[1]
- Bill Haley[3],[15]
- Roy Hall[16]
- Johnny Hallyday[1]
- Buddy Holly[3],[4],[5]
- Wanda Jackson[17]
- Johnny Kidd[18]
- Peter Kraus[1]
- Brenda Lee[17]
- Freddie "Fingers" Lee[19]
- Jerry Lee Lewis[3],[4],[8]
- Little Tony[1]
- Janis Martin[17]
- Mina[1]
- Eddy Mitchell[9]
- Rick Nelson[4]
- Roy Orbison[20]
- Johnny Otis[21]
- Carl Perkins[3],[8]
- Elvis Presley[3],[4],[22]
- Cliff Richard[23]
- Little Richard[3],[4]
- Billy Lee Riley[24]
- Dick Rivers[9]
- Jack Scott[25]
- The Shadows[26]
- Del Shannon[27]
- Jumpin' Gene Simmons[28]
- Tommy Steele[29]
- Gene Summers[30]
- Vince Taylor[4]
- Ike Turner[6],[31]
- Ritchie Valens[5]
- Gene Vincent[3],[4]
- Larry Williams[32]
- Marty Wilde[33]
- Link Wray[34]